# مونوسدیم زنات
مونوسدیم زنات نمک سدیم و زنیک اسید با فرمول NaHXeO 4 · 1.5H 2 O است. این ماده یک عامل اکسنده قدرتمند و یک ترکیب کاملاً واکنشی از زنون است.

## ساخت
سدیم زنات را می‌توان با واکنش ۳ مول از زنون تترافلورید با ۴ مول از آب و ۴ مول از سدیم هیدروکسید تولید کرد.
3 XeF 4 + 4 H 2 O + 4 NaOH → Xe + 2 NaHO 4 Xe + 12 HF
مونوسدیم زنات را می‌توان با مخلوط کردن محلول‌های زنون تری‌اکسید و سدیم هیدروکسید و به دنبال آن انجماد تا دمای نیتروژن مایع و کمبود آب در خلأ ایجاد کرد.

## ویژگی‌ها
مونوسدیم زنات در حالت خالص با گرم شدن تا ۱۶۰ درجه سلسیوس پایدار است؛ با این وجود می‌تواند در صورت ضربه مکانیکی منفجر شود یا در صورت مخلوط شدن با XeO 3 کاهش دما رخ دهد. سدیم زنات با دوز کشنده میانگین در موش‌ها میان ۱۵ تا ۳۰ میلی‌گرم در کیلوگرم کمی سمی است. زنات خیلی سریع از بدن خارج می‌شود. در موش‌ها به دلیل تجزیه و بازدم، میزان خون در بیست ثانیه به نیم کاهش می‌یابد. این ماده در صفاق نیمه عمر تا شش دقیقه دارد.